# Sebastian Kirchner
Sebastian Kirchner (* 1. Januar 1988 in Bad Neustadt an der Saale) ist ein ehemaliger deutscher Handballspieler. Er ist 1,80 m groß und wiegt 78 kg.

## Karriere
Kirchner begann das Handballspielen in seiner Geburtsstadt beim HSC Bad Neustadt. 2008 schloss sich der Rechtshänder, der meistens auf der Position des Linksaußens eingesetzt wird, dem Zweitligisten HC Erlangen an. Zwei Jahre später wechselte er zum HSC 2000 Coburg. Nach seiner ersten Saison mit Coburg in der 2. Bundesliga, stieg er mit der Mannschaft in die 3. Liga ab. 2014 kehrte Kirchner mit dem HSC 2000 Coburg in die 2. Bundesliga zurück. Zur Saison 2016/17 beendete Sebastian Kirchner seine aktive Karriere.